# Léon Binoche
Léon Binoche (ur. 16 sierpnia 1878 w Champs-sur-Yonne, zm. 28 sierpnia 1962 w Ferney-Voltaire) – francuski rugbysta, olimpijczyk, zdobywca złotego medalu w turnieju rugby union na Letnich Igrzyskach Olimpijskich w 1900 roku w Paryżu, mistrz Francji w 1900 i 1902 roku; prawnik.

## Kariera sportowa
W trakcie kariery sportowej reprezentował klub Racing Club de France, z którym zdobył tytuł mistrza Francji w 1900 i 1902 roku.
Ze złożoną z paryskich zawodników reprezentacją Francji zagrał w turnieju rugby union na Letnich Igrzyskach Olimpijskich 1900. Wystąpił w obu meczach tych zawodów, w których Francuzi pokonali 14 października Niemców 27:17, a dwa tygodnie później Brytyjczyków 27:8. Wygrywając oba pojedynki Francuzi zwyciężyli w turnieju zdobywając tym samym złote medale igrzysk.

## Varia
- Jego syn, François, był wojskowym, działał we francuskim ruchu oporu, a po wojnie dosłużył się stopnia generała; córka Antoinette również czynnie uczestniczyła w Résistance, a następnie była działaczką samorządową[6].
- Spokrewniony z aktorką Juliette Binoche[6].